# Ефект Скотт
Ефект Скотт — ефект селекції під час дослідження залежності зоряна величина — червоний зсув у космології. Елізабет Скотт 1957 року встановила, що на великих відстанях видно лише найяскравіші скупчення галактик, що впливає на одержувані результати.